# Batalla de Pliska
La batalla de Pliska o batalla del paso Vărbica (en búlgaro: Битка при Върбишкия проход) tuvo lugar el 26 de julio de 811, entre el Imperio bizantino y Bulgaria. Resultó en una de las peores derrotas en la historia bizantina.

## Campañas iniciales
Cuando Nicéforo I se convirtió en emperador en 802, planeaba reincorporar el territorio búlgaro de nuevo en el imperio. En 807 se puso en marcha una campaña, pero solo llegó a Odrin y no logró nada debido a una conspiración en su capital. Ese intento de ataque ocasionó que el kan búlgaro Krum llevara a cabo operaciones militares contra el Imperio bizantino. El objetivo principal era una expansión al sur y suroeste. Al año siguiente, un ejército búlgaro incursionó en el valle Struma y derrotó a los bizantinos. Las tropas búlgaras capturaron 1100 kilos de oro y mataron a muchos soldados enemigos incluyendo todos los strategos y la mayoría de los comandantes. En 809, las tropas del kan sitiaron la fortaleza de Serdica y se apoderaron de la ciudad, matando a toda la guarnición de 6000 hombres.

## Preparativos para la invasión

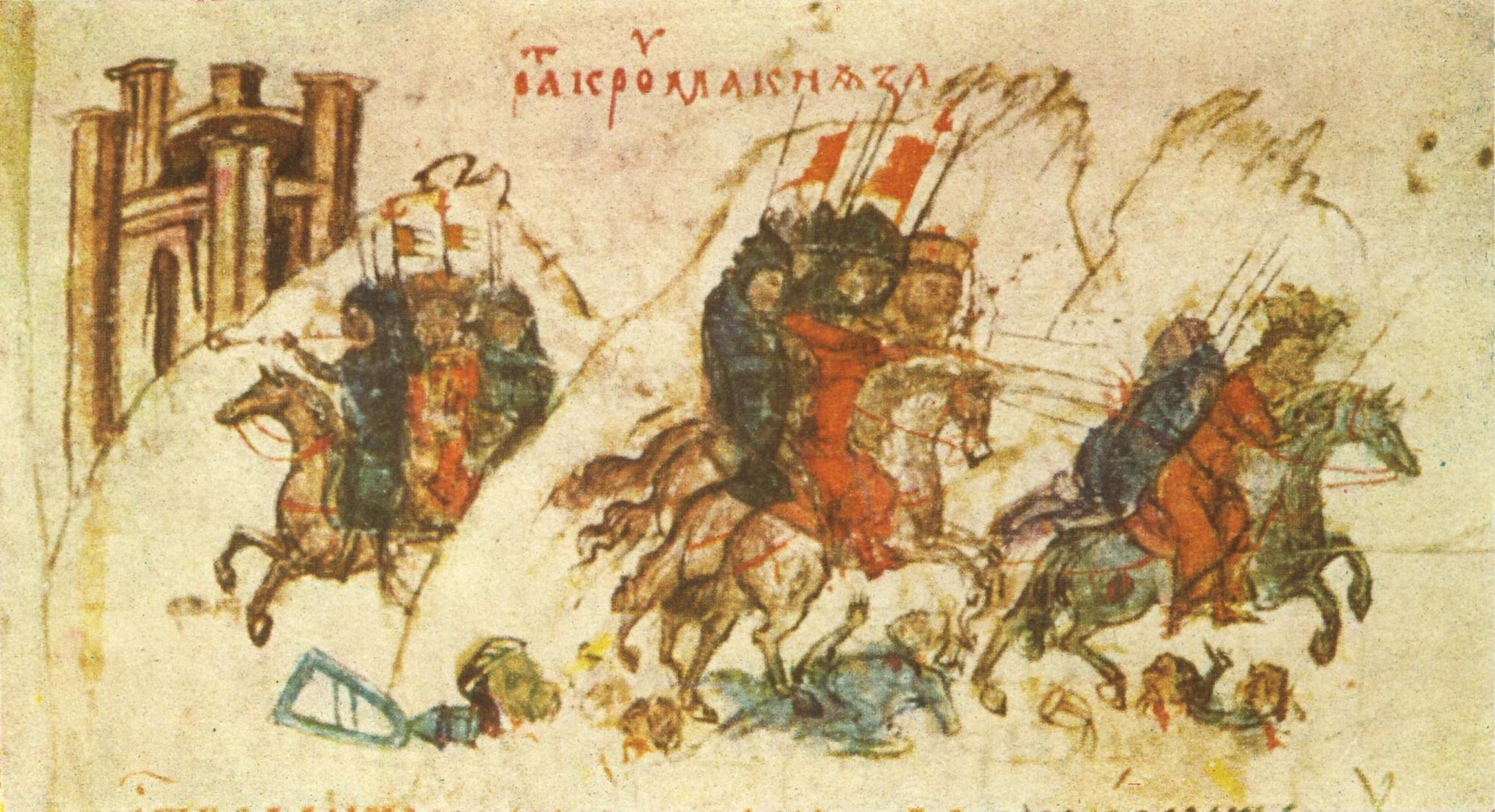
Ilustración que muestra al ejército búlgaro de Krum, persiguiendo e hiriendo a Estauracio, hijo y sucesor de Nicéforo.

En 811, el emperador bizantino organizó una gran campaña para conquistar Bulgaria. Reunió un ejército enorme de las themata anatolias y europeas, y la guardia imperial (los Tagmata); se les unieron un número de tropas irregulares, que esperaban una rápida victoria y pillaje. Se suponía que la conquista sería fácil y la mayoría de los oficiales de alto rango y aristócratas lo acompañaron, incluyendo su hijo Estauracio y su yerno Miguel I Rangabé. Todo el ejército estaba formado por unos 80 000 soldados.

## Saqueo de Pliska
El ejército se reunió en mayo y el 10 de julio se había establecido un campamento en la fortaleza de Marcelae (actual Karnobat) cerca de la frontera búlgara. Nicéforo se propuso confundirlos y durante los siguientes diez días puso en marcha varios ataques para hacerlos retroceder.
Krum evaluó la situación y estimó que no podía rechazar al enemigo y la paz que ofrecía el altivo Nicéforo fue rechazada. Teófanes escribió que el emperador, "fue disuadido de sus propios malos pensamientos y las sugerencias de sus consejeros que pensaban como él". Algunos de sus jefes militares consideraban la invasión de Bulgaria muy imprudente y demasiado arriesgada, pero Nicéforo estaba convencido de su éxito final.
En junio invadió las tierras búlgaras y marchó a través de los pasos de los Balcanes hacia la capital Pliska. El 20 de julio Nicéforo dividió el ejército en tres columnas, cada una marchó por una ruta diferente hacia Pliska. Se encontró con poca resistencia y en tres días llegó a la capital, donde los bizantinos se encontraron con un ejército de 12 000 soldados de élite que protegían la fortaleza. Los búlgaros fueron derrotados y pereció la mayor parte de ellos. Otro ejército reunido de 50 000 soldados corrió un destino similar. El 23 de julio los bizantinos capturaron rápidamente la indefensa capital. La ciudad fue saqueada y destruida el campo. El Kan Krum intentó una vez más negociar la paz. Según el historiador Teófanes, la proclamación de Krum fue "Observa, tú has triunfado. Toma aquello que desees y marcha en paz". Nicéforo, henchido de confianza con su éxito no le hizo caso, ya que creía que Bulgaria estaba completamente derrotada y conquistada.
Miguel el patriarca sirio, de los jacobitas sirios en el siglo XII, describió en su Crónica de las brutalidades y atrocidades del emperador romano Nicéforo. "Nicéforo, Emperador de los Romanos, entró en la tierra de los búlgaros: los venció y mató a muchos de ellos. Llegó hasta su capital, la invadió y la devastó. Su saña llegó hasta el punto de ordenar llevarse a los niños pequeños, atarlos sobre la tierra y hacer pasar sobre ellos piedras de moler grano para triturarlos." Los soldados bizantinos saquearon y robaron; quemado los campos sin cosechar, cortando los tendones de los bueyes, ovejas y cerdos sacrificados. El emperador se hizo cargo del Tesoro de Krum, la cerró con llave y no permitió a sus tropas llegar hasta el. The Emperor took over Krum's treasury, locked it and did not allow his troops to reach it.

## La batalla

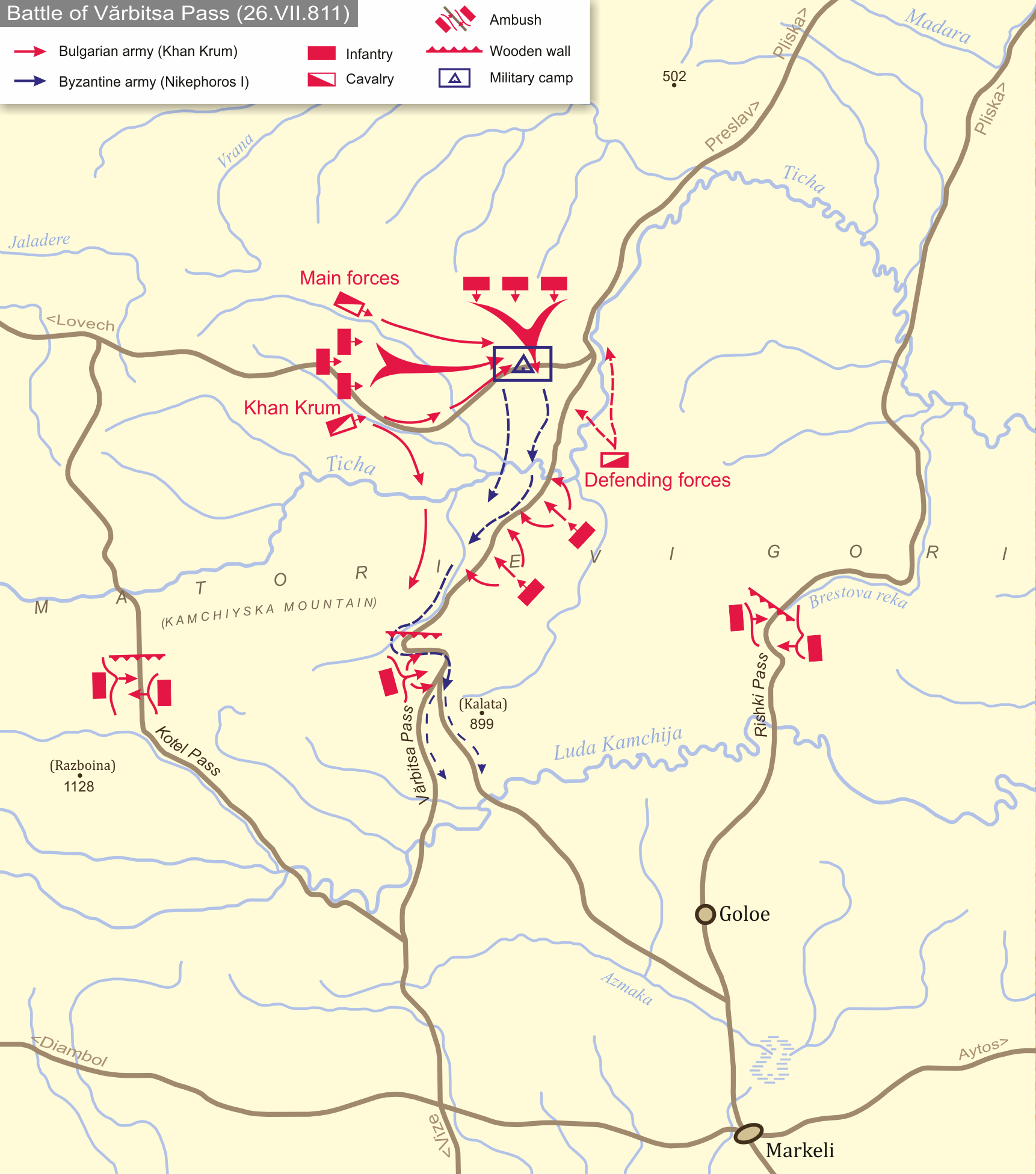
Batalla de Pliska.

Aunque Nicéforo I y su ejército estaban ocupados saqueando la capital búlgara, Krum movilizó a su pueblo (incluidas las mujeres) para colocar trampas y emboscadas en los desfiladeros. En un principio, la intención de Nicéforo era marchar a través de Moesia y llegar a Serdica antes de regresar a Constantinopla, pero las noticias de estos preparativos para una batalla cambiaron su decisión y escogió el camino más corto a su capital. El 25 de julio el ejército entró en el paso de Vărbica pero el camino estaba bloqueado con gruesas paredes de madera y destacamentos de Krum, vistos desde alrededor de las alturas. El emperador entró en pánico por la situación y declaró en repetidas ocasiones a sus compañeros "Aunque hubiéramos tenido alas no podríamos escapar del peligro."
En esa noche, los búlgaros reunieron sus tropas y apretaron el círculo alrededor del enemigo atrapado. Al amanecer se precipitaron hacia abajo y empezaron a matar a los bizantinos que estaban presas del pánico y totalmente confundidos. Los bizantinos resistieron infructuosamente durante un corto tiempo y perecieron. Al ver el destino de sus compañeros, las siguientes unidades inmediatamente escaparon.
En su camino hacia el sur las fuerzas bizantinas vadearon un río barroso que fue difícil de cruzar. Como no pudieron encontrar un vado lo suficientemente rápido, muchos de los bizantinos cayeron al río. Los primeros se detuvieron en el barro con sus caballos y fueron pisoteados por los que vinieron después. El río estaba lleno de tantos muertos que los búlgaros pasaban fácilmente sobre ellos, continuando la persecución. Los que pasaron por el río llegaron a la pared de madera que era alta y gruesa. Los bizantinos dejaron sus caballos y comenzaron a escalar la pared con las manos y las piernas y pasaban hacia el otro lado. Los búlgaros habían cavado un profundo foso en el lado interior y cuando los soldados bizantinos estaban consiguiendo llegar al otro lado de la muralla, cayeron desde el alto muro, rompiéndose las extremidades. Algunos de ellos murieron en el acto, otros cojearon algún tiempo antes de caer al suelo y morir de sed y hambre. Las tropas bizantinas quemaron la pared en varios lugares pero a medida que se apresuraban a llegar a través de ella, también caían en el foso junto con las piezas de la quema de la empalizada. Casi todos murieron, algunos fueron asesinados por la espada, otros se ahogaron en el río o fueron heridos de muerte después de caer de la pared y algunos de ellos quemados en el fuego. Entre los nobles que fueron asesinados figuran el patricio Salivara Teodosio, el strategos de los ejércitos orientales romanos y el strategos de Tracia.
Solo unos pocos sobrevivieron a la derrota, pero la mayoría de ellos murió poco después de llegar a sus hogares. La persona más notable fallecida fue el emperador Nicéforo, que según los historiadores murió en un estercolero el día de la batalla. Estauracio el hijo de Nicéforo fue llevado a la seguridad por la guardia imperial después de recibir una herida paralizante en el cuello. Según la tradición, el cuerpo de Nicéforo fue empalado y expuesto durante días, ante búlgaros y cautivos. Después seccionaron la cabeza; y la calota descarnada se cubrió de plata para confeccionar una copa con la que, se dice, el Kan bebió y brindó en cuantas ocasiones solemnes fueron propicias.

## Consecuencias
La derrota fue la peor a la que se había enfrentado el imperio desde la batalla de Adrianópolis más de 400 años antes. El cráneo de Nicéforo "se convirtió en una copa para Krum. Estauracio, el nuevo emperador, había sido herido y fue ineficaz como emperador, ya que fue depuesto y sucedido por su cuñado Miguel I Rangabé un mes más tarde.  Durante los próximos dos años, Krum fue capaz de atacar el imperio en las cercanías de Constantinopla, aunque nunca fue capaz de tomar la ciudad. Miguel trató de recuperarse de la pérdida, pero fue derrotado en el año 813 en la batalla de Versinikia; el peligro no pasó hasta que el mismo Krum murió en 814.